# Vitória Setúbal
Vitória Setúbal, mit offiziellem Namen Vitória Futebol Clube, ist ein Sportverein aus Setúbal.
Das Team des Fußballvereins spielt in der dritten portugiesischen Liga, der Liga 3. Neben Fußball werden auch Aikidō, Handball, Leichtathletik, Judo, Turnen und Gymnastik, Motorsport, Schach und Tischtennis betrieben.

## Abteilung Fußball

### Geschichte
Der Verein wurde 1910 gegründet. In den 1960er Jahren feierte Vitória FC die größten Erfolge, als der Verein viermal im Finale um den portugiesischen Pokal stand und dieses zweimal gewann. Der letzte Erfolg wurde in der Saison 2004/05 erzielt, als der portugiesische Pokal durch ein 2:1 gegen Benfica Lissabon gewonnen wurde. In der Saison 2005/06 erreichte die Mannschaft das Pokalfinale gegen den FC Porto, verlor dieses aber mit 0:1.
1934 hatte die Fußballmannschaft von Vitória Setúbal zu den Gründungsmitgliedern der nationalen Liga gehört, war aber 1937 bereits abgestiegen. Nach dem zweiten Wiederaufstieg 1943 etablierte sie sich in der höchsten Spielklasse, bei vereinzelten Abstiegen kehrte sie regelmäßig schnell wieder in die höchste Spielklasse zurück – bei sieben Abstiegen gelang fünf Mal der direkte Wiederaufstieg, bei den anderen Abstiegen erfolgte der erneute Aufstieg im zweiten Jahr. 2020 erhielt der am Ende der Spielzeit 2019/20 knapp sportlich gerettete Klub keine Lizenz für die Primeira Liga und wurde in die dritte Spielklasse strafversetzt. Hier qualifizierte sich die Mannschaft 2021 für die im Zuge einer mit einer Konzentration verbundenen Ligareform neu eingeführte Liga 3 als dritthöchster Spielklasse, verpasste aber dort zwei Jahre später den Klassenerhalt und stieg in das viertklassige Campeonato de Portugal ab. Dort erreichte man als Meister der Serie D jedoch den sofortigen Wiederaufstieg zurück in die Dritte Liga.

### Stadion
Das Heimstadion heißt Estádio do Bonfim und fasst 18.642 Zuschauer.

### Erfolge
- Portugiesischer Pokalsieger: 3
  - 1965, 1967, 2005
- Portugiesischer Ligapokalsieger: 1
  - 2008
- Iberischer Pokalsieger 2005

### Trainer
- José Augusto Torres (1975)
- José Manuel Mourinho Félix (1995, 1996)

### Spieler
- Vítor Baptista (19??–1966) Jugend, (1966–1971, 1978–1979) Spieler,
- José Augusto Torres (1971–1975)
- Rui Jordão (1987–1988)
- Jaime Pacheco (1989–1991)
- Rashidi Yekini (1990–1994, 1997)
- Hugo Alcântara (2001–2006)
- Lukas Raeder (2014–2017)
- Mohamed Sydney Sylla (2018–2020)

Félix Mourinho war hier Torhüter, bevor er als Trainer den Verein in der Saison 1980/81 zurück in die Primeira Liga führte. Auch sein Sohn, der bekannte Trainer José Mourinho, spielte hier als Kind kurzzeitig. Dieser gibt im Übrigen an, privat niemals Anhänger einer der drei großen Vereine des Landes gewesen zu sein, sondern bis heute Vitória Setúbal als dem Verein seiner Jugend und seiner Heimatstadt die Daumen zu drücken.

## Abteilung Handball
Seit 1957 wird im Verein Hallenhandball gespielt. Das Männerteam spielte in der Saison 2019/2020 in der Andebol 1, der höchsten portugiesischen Liga. Als Spieler und Trainer war der Russe Konstantin Dolgow hier aktiv.